# 老摩爾年鑒

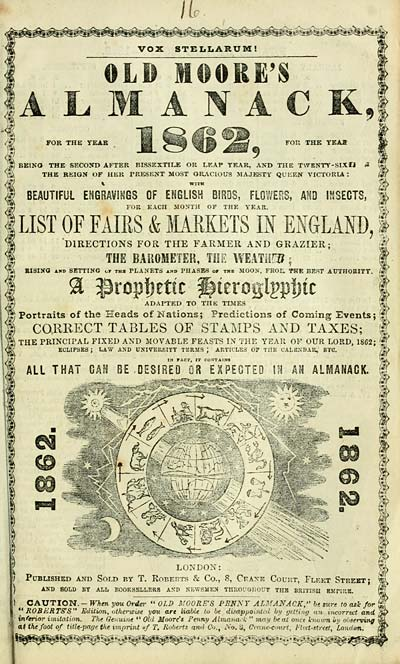
1862年出版的《老摩爾年鑒》。

《老摩爾年鑒》是自1697年以來在英國出版的一本占星年鑒。
它是由弗朗西斯·摩爾 (占星家)撰寫和出版的，他是一位自學成才的醫生和占星家，曾在英格蘭國王查理二世宮廷任職。
1697年的第一版包含天氣預報。1700年，摩爾出版了《Vox Stellarum》（《恒星之聲》），其中包含占星觀測；這也被稱為《老摩爾年鑒》。這本書在18世紀和19世紀都是暢銷書，1768年銷量高達107,000册。
後摩爾時代年鑒中的名字包括第谷翼（英語：和亨利·安德魯斯 (數學家)。
年鑒仍然由W. Foulsham & Company Limited每年出版，提供世界和體育賽事的預測，以及潮汐表等更傳統的數據。它聲稱已經預測到了9月11日的襲擊。

## 外部連結
- Search results of "Vox Stellarum; or, Royal Almanach" from Archive.org